# Fabritiusgatan

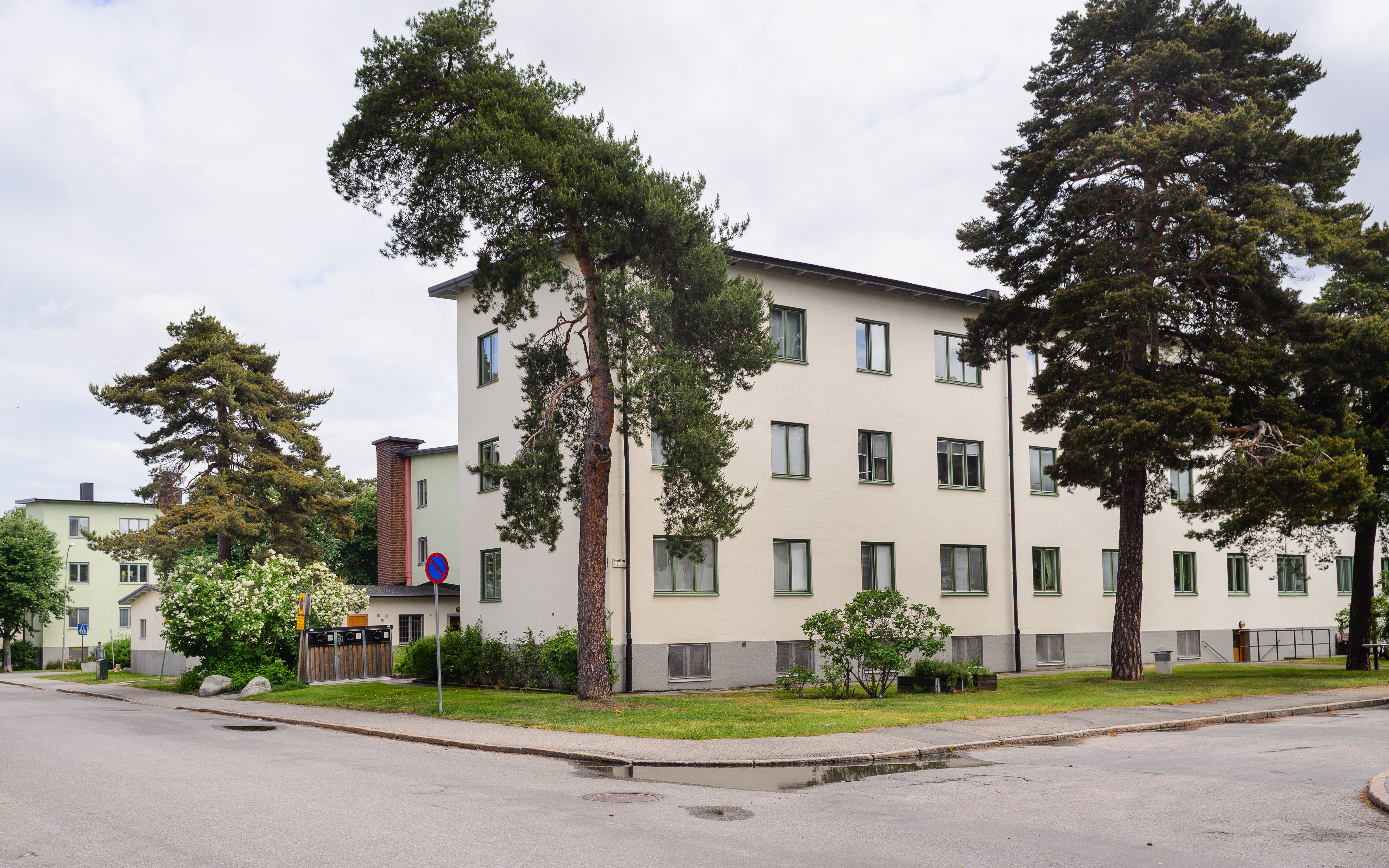
Fabritiusgatan till höger.

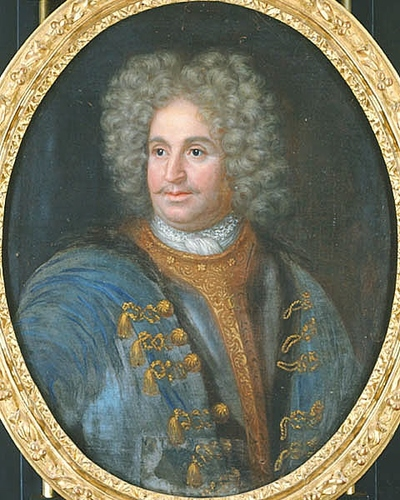
Porträtt av Ludwich Fabritius.

Fabritiusgatan är en gata i Hammarbyhöjden i sydöstra Stockholm. Gatan är en smalhusstadsliknande väg med tidstypiska 1930-tals hus och har postorten Johanneshov.
Gatan fick sitt namn 1936 efter den ryske militären och svenska diplomaten Ludwich Fabritius. 